# Антисмысловая терапия
Антисмысловая терапия (англ. antisense therapy) — метод лечения, основанный на выключении/остановке синтеза белка, участвующего в развитии заболевания, путём ингибирования трансляции его матричной РНК с помощью комплементарных к ней коротких нуклеотидных последовательностей (антисмысловых олигонуклеотидов).

## Описание
Матричная РНК (мРНК) несет смысловую информацию об аминокислотной последовательности белка — продукта соответствующего гена. Нуклеотидная последовательность, комплементарная цепи мРНК, называется антисмысловой последовательностью. Короткие антисмысловые нуклеотидные последовательности, состоящие из 15-40 звеньев, способны блокировать синтез белка с соответствующей мРНК за счет образования дуплексных участков на мРНК и создания препятствий для работы рибосомы.
Антисмысловые олигонуклеотиды применяются в онкологии для подавления синтеза опухолевых белков. Также антисмысловые олигонуклеотиды могут блокировать сплайсинг пре-мРНК (то есть вырезания из предшественника мРНК некодирующих последовательностей и соединения друг с другом кодирующих участков). Таким образом удается убрать из зрелой мРНК участки, кодирующие мутации, которые вызывают тяжелые заболевания, например, миодистрофию (мышечную дистрофию). Для защиты антисмысловых олигонуклеотидов от деградации при их введении в организм применяют методы их химической модификации. Доставка олигонуклеотидов в клетки — важный аспект их клинического применения — может осуществляться с помощью подходов РНК-интерференции.